# Propriano
Propriano (Corsicaans: Prupià of Pruprià) is een gemeente in het Franse departement Corse-du-Sud (regio Corsica). De gemeente telde 3.864 inwoners op 1 januari 2022. De plaats maakt deel uit van het arrondissement Sartène.
Het ligt aan de binnenste punt van de Golf van Valinco, ingeklemd tussen de heuvels erachter en de zee. Het stadje beschikt over een jachthaven en stranden en baaien aan de golf. Propriano heeft ook een kleine luchthaven. Het toerisme is de belangrijkste economische activiteit, maar ook de landbouw en visserij zijn belangrijk.

## Geschiedenis
Vanwege zijn strategische ligging was Propriano in de geschiedenis erg gewild. In de oudheid groeide het uit tot een belangrijke haven en aanlegplaats voor Etrusken, Grieken, Carthagers en Romeinen. In de Middeleeuwen werd Propriano eerst bestuurd door de Pisanen en vanaf 1230 door de Genuezen In 1563 kwam Sampiero Corso hier aan en begon een periode van opstand tegen Genua die echter rampzalig afliep. Zonder bescherming viel het dorp ten prooi aan pirateninvallen en werd het vrijwel geheel verwoest. In diezelfde periode raakte ook de abdij Santa Giulia di Tavaria in verval. In 1767 werd de Torra Nova gebouwd om de haven te beschermen. In de 19e eeuw kwam het dorp weer tot leven en werd een handelshaven voor de hele regio. Er werd een eerste pier gebouwd en de plaats werd over de weg verbonden met Ajaccio. In 1860 werd Propriano een zelfstandige gemeente. Vanaf de jaren 1950 groeide het dorp uit tot een levendig toeristenoord.

## Geografie
De oppervlakte van Propriano bedroeg op 1 januari 2022 18,73 vierkante kilometer; de bevolkingsdichtheid was toen 206,3 inwoners per km².
De Rizzanese stroomt door de gemeente en mondt er uit in de Golf van Valinco.
De onderstaande kaart toont de ligging van Propriano met de belangrijkste infrastructuur en aangrenzende gemeenten.

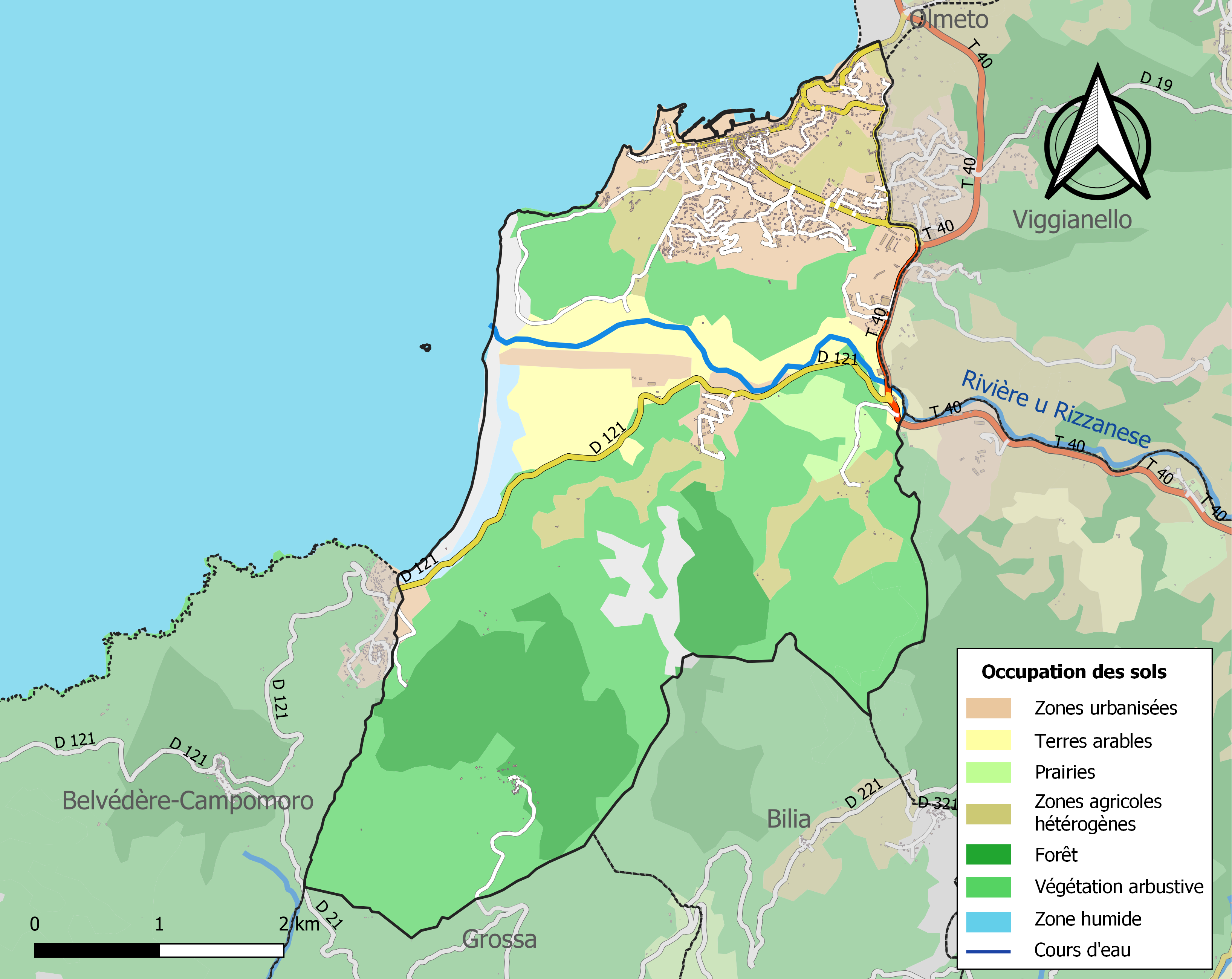

## Demografie
Onderstaande figuur toont het verloop van het inwonertal (bron: INSEE-tellingen).

Vanwege een beveiligingsprobleem met de MediaWiki Graph-software is het momenteel niet mogelijk deze grafiek weer te geven. Zodra de software is bijgewerkt zal de grafiek vanzelf weer zichtbaar worden.

## Bezienswaardigheden
De kerk Notre-Dame de la Miséricorde werd gebouwd tussen 1864 en 1881.
Jaarlijks werd op 2 juni de Sint-Erasmusprocessie gehouden ter ere van Erasmus van Formiae, de patroonheilige van de vissers.

## Afbeeldingen

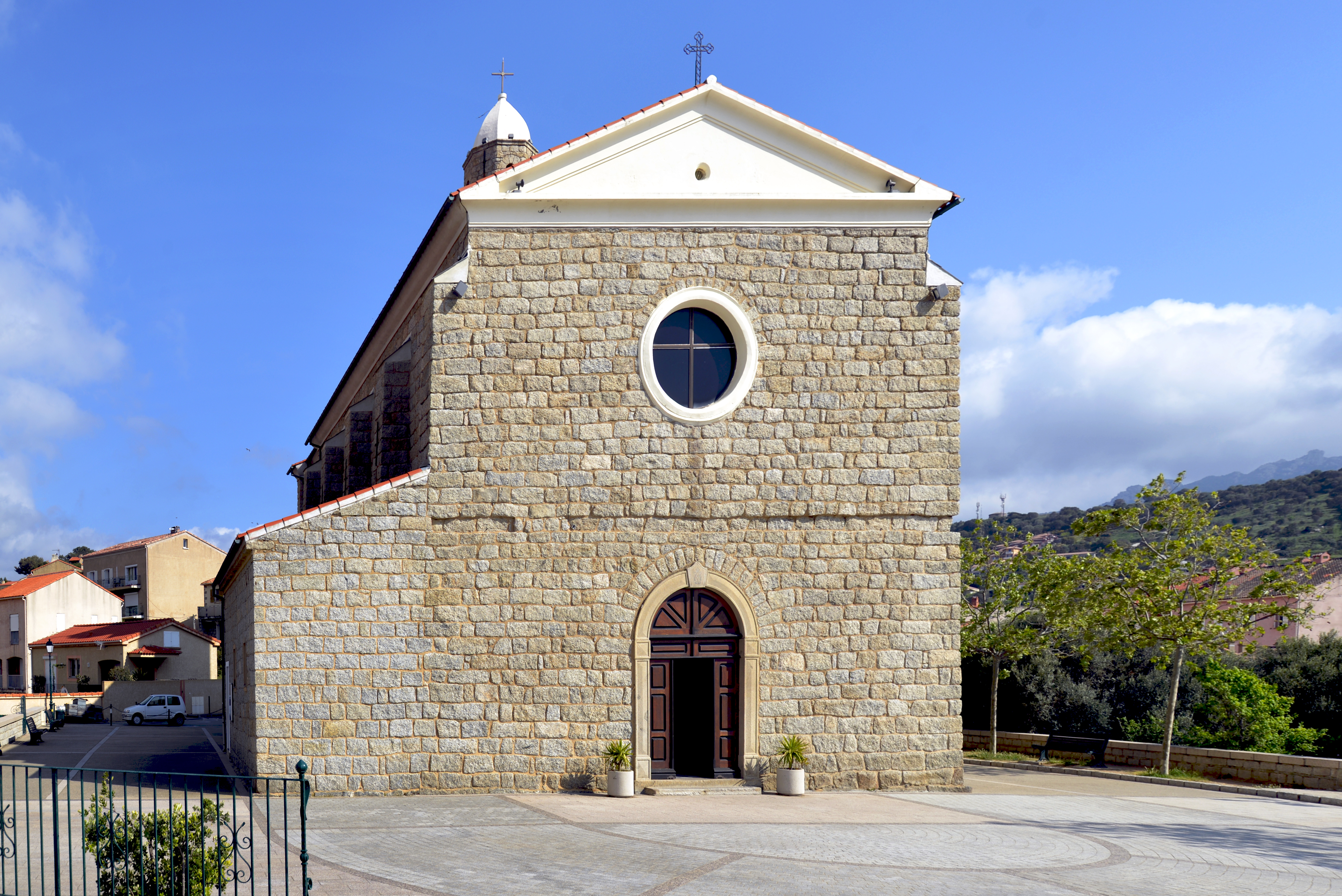
Façade van de Notre-Dame de la Miséricorde
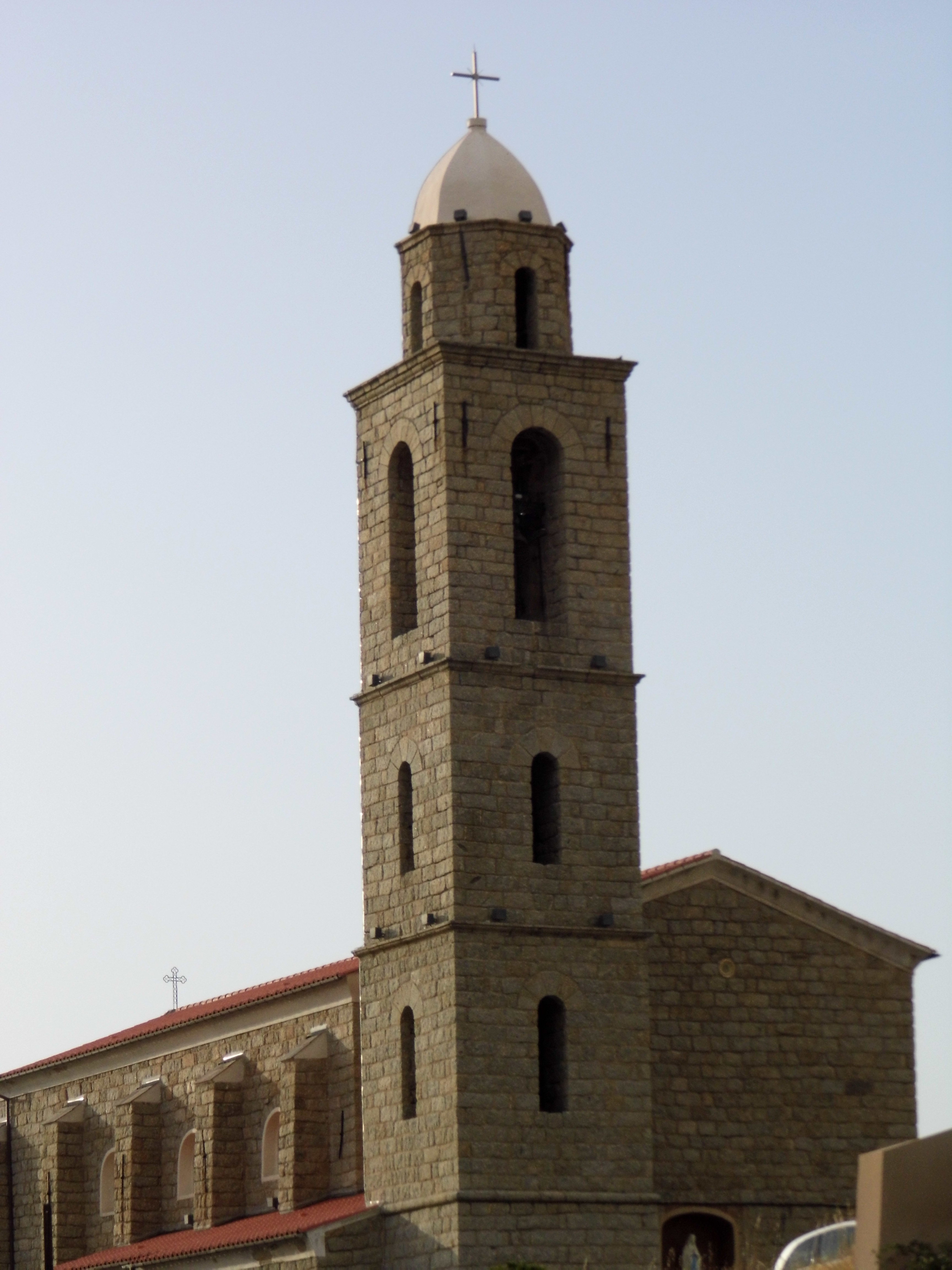
Klokkentoren van de Notre-Dame de la Miséricorde
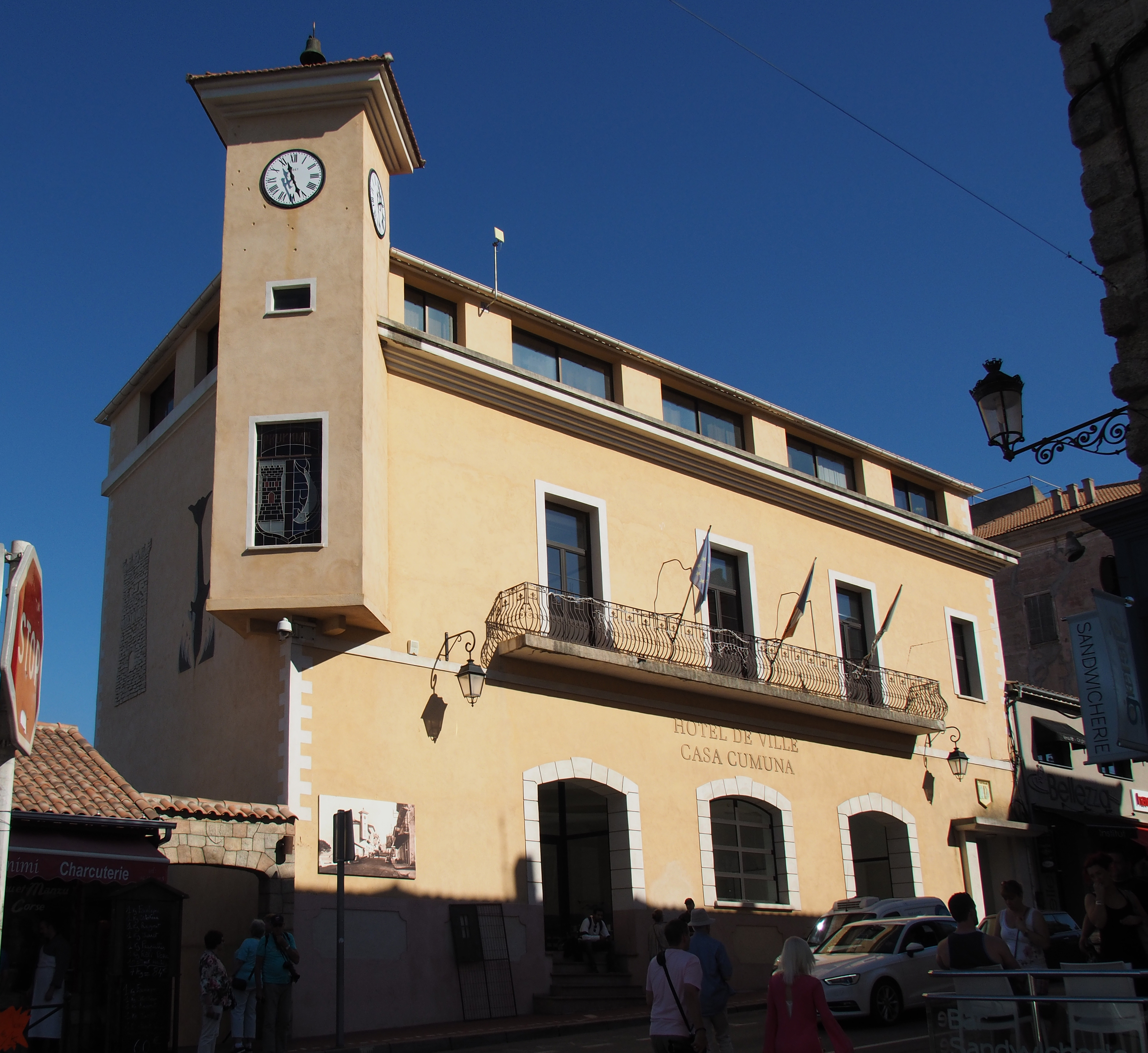
Gemeentehuis
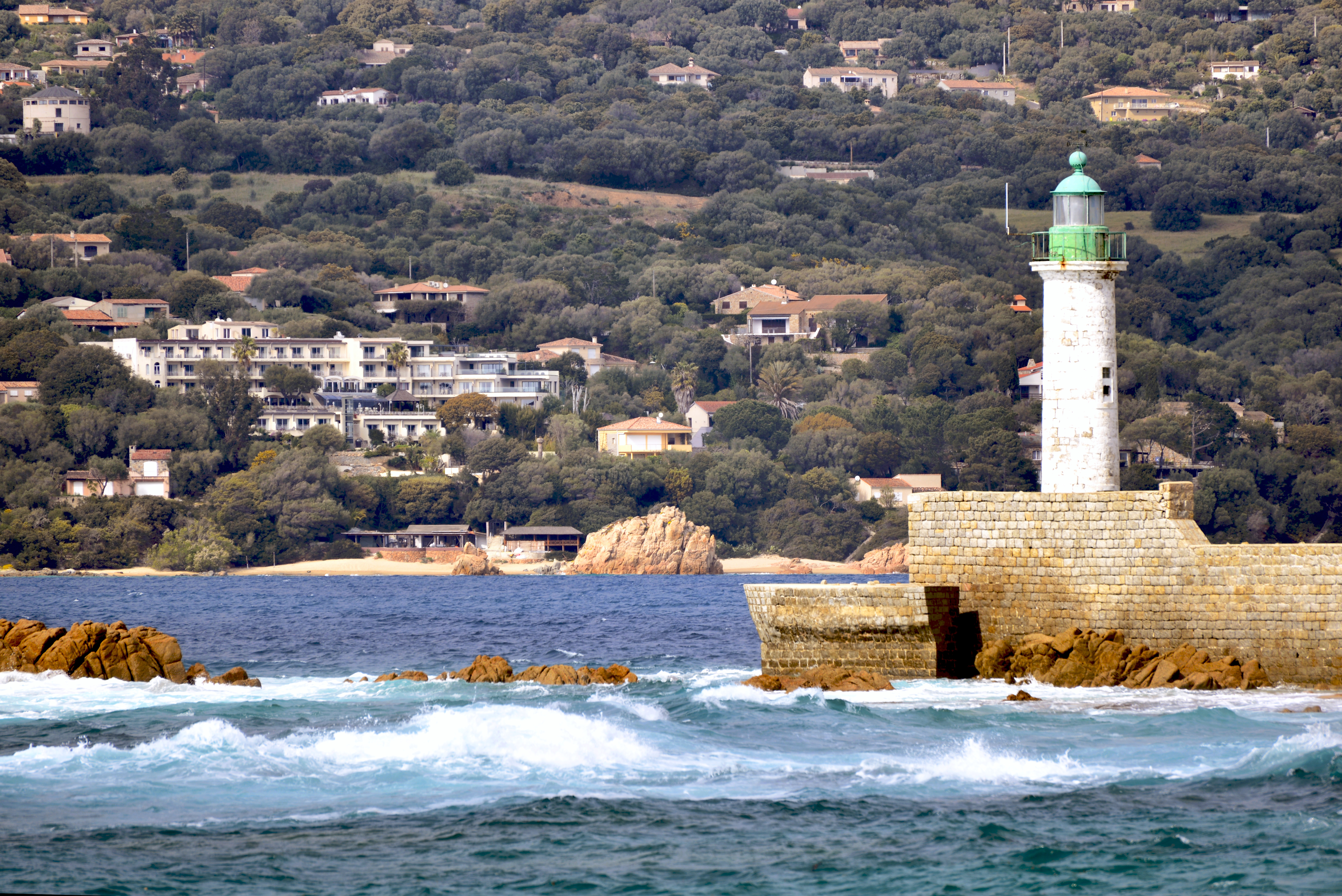
Vuurtoren van Scogliu Longu
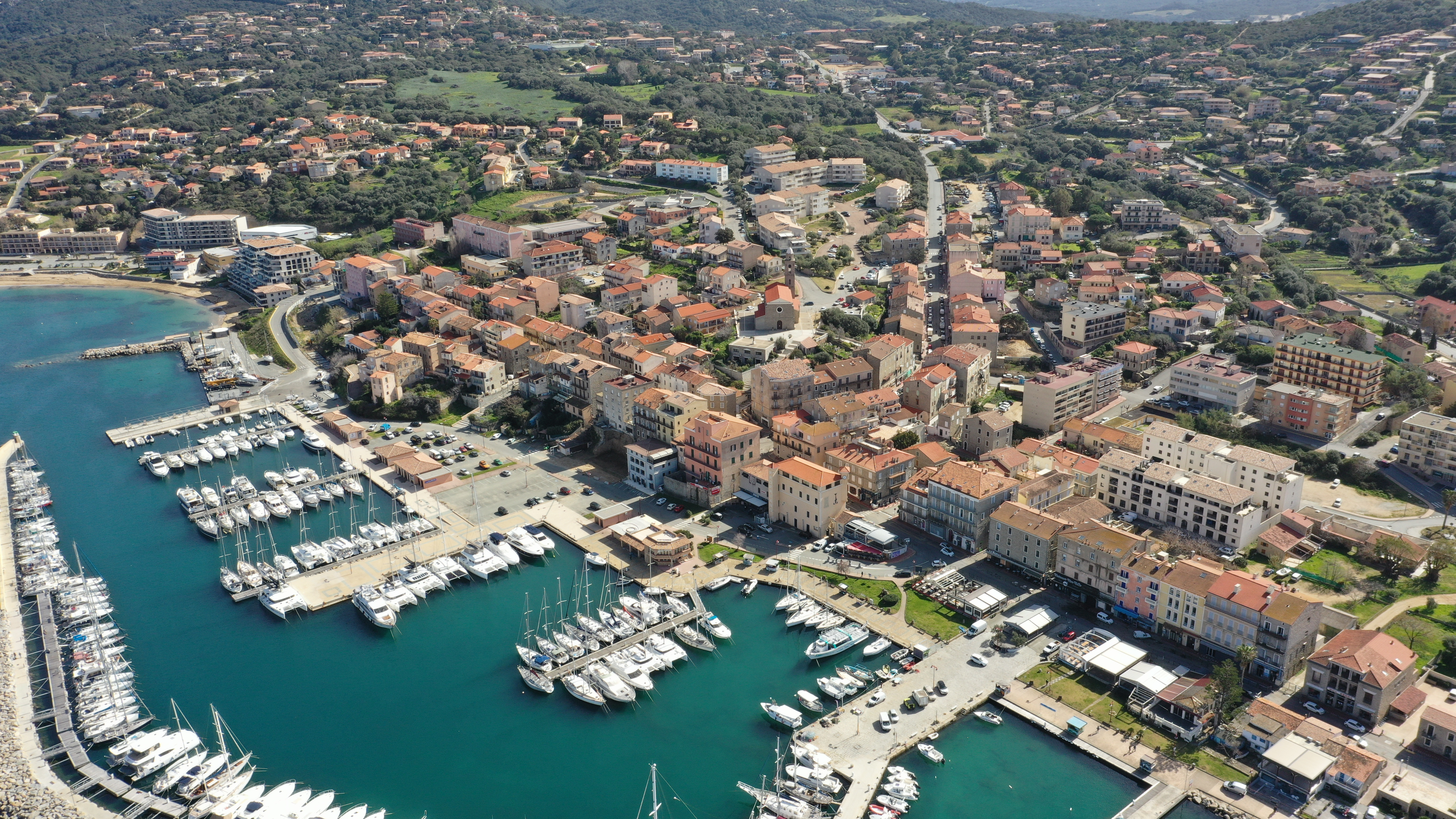
Haven
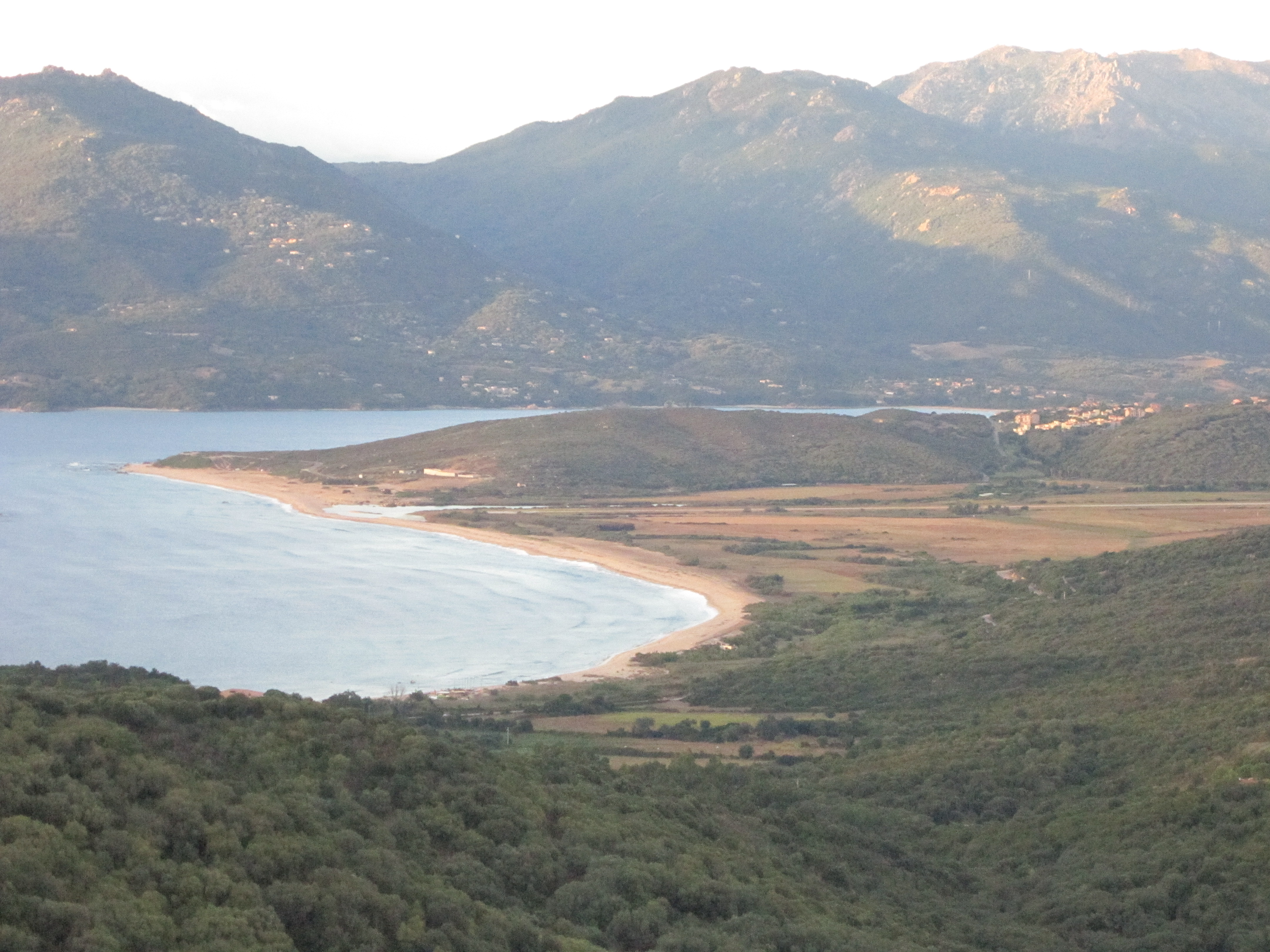
Monding van de Rizzanese